# Breccia

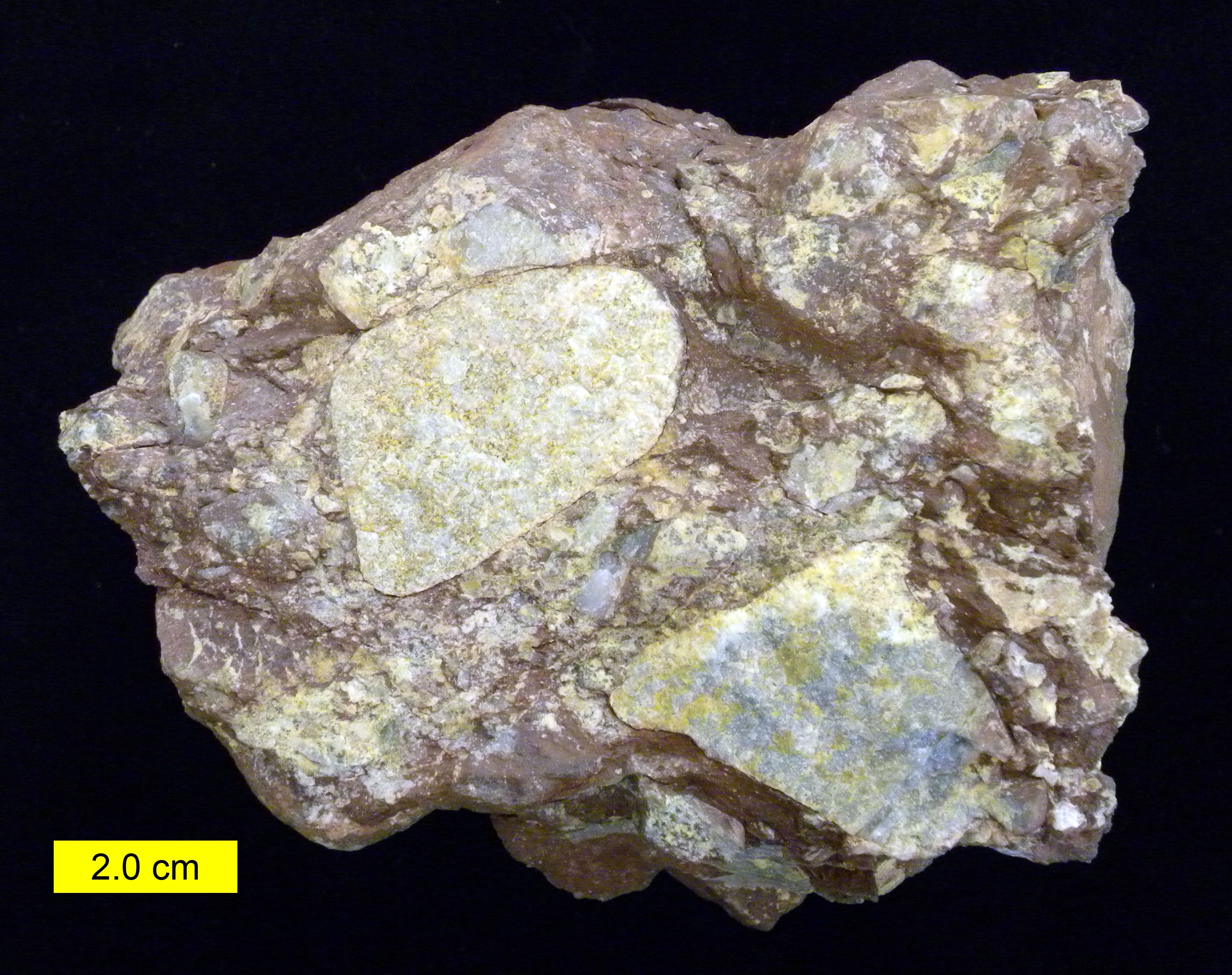
Ett exempel på breccia

Breccia är en fragmentbergart som kan vara sedimentär, magmatisk eller metamorf. Sedimentära breccior bildas främst i talus och rasbranter i bergig terräng och längs kuster. En annan typ av breccia är en dynamometamorf bergart bestående av större kantiga brottstycken insprängda i en massa av finkrossat material. Mellanrummen mellan fragmenten kan bestå av kalcit, kvarts och epidot.[källa behövs]

## Vulkanisk breccia
Vulkanisk breccia är en magmatisk extrusiv bergart. Består av fragment av tidigare bildat vulkaniskt material som blivit inneslutet i lava.

## Vulkanrörsbreccia
Vulkanrörsbreccia kan man hitta i de översta delarna av ett vulkanrör. Magma har här samlat upp fragment och stelnat innan det nått utanför vulkanen. Grundmassan mellan fragmenten har en kornstorlek som oftast är mindre än 1 millimeter medan fragmenten kan vara allt från några millimeter till flera meter stora.

## Förkastningsbreccia
Förkastningsbreccia är en metamorf bergart som innehåller bergartsfregment som brutits sönder i förkastningsszoner, bitarna kan vara från dammstorlek till block. Dessa bitar har kittats samman senare av mineral som fällts ut, exempelvis kvarts.